# Schiedeella
Schiedeella é um género botânico pertencente à família das orquídeas (Orchidaceae).

## Espécies
1. Schiedeella albovaginata (C.Schweinf.) Burns-Bal., Orquídea (Mexico City), n.s., 8: 38 (1981).
2. Schiedeella amesiana Garay, Bot. Mus. Leafl. 28: 357 (1980 publ. 1982).
3. Schiedeella arizonica P.M.Br., N. Amer. Native Orchid J. 6: 3 (2000).
4. Schiedeella confusa (Garay) Espejo & López-Ferr., Phytologia 82: 80 (1997).
5. Schiedeella crenulata (L.O.Williams) Espejo & López-Ferr., Phytologia 82: 80 (1997).
6. Schiedeella dendroneura (Sheviak & Bye) Burns-Bal., Orquídea (Mexico City), n.s., 10: 92 (1986).
7. Schiedeella densiflora (C.Schweinf.) Burns-Bal., Orquídea (Mexico City), n.s., 8: 39 (1981).
8. Schiedeella dressleri Szlach., Fragm. Florist. Geobot. 41: 855 (1996).
9. Schiedeella faucisanguinea (Dod) Burns-Bal. ex A.E.Serna & López-Ferr., Monocot. Mexic. Sinopsis Flor. 8(Orch. 2): 74 (1998).
10. Schiedeella fragrans Szlach., Fragm. Florist. Geobot. 36: 19 (1991).
11. Schiedeella garayana R.González, Bol. Inst. Bot. (Guadalajara) 1: 43 (1992).
12. Schiedeella llaveana (Lindl.) Schltr., Beih. Bot. Centralbl. 37(2): 380 (1920).
13. Schiedeella nagelii (L.O.Williams) Garay, Bot. Mus. Leafl. 28: 357 (1980 publ. 1982).
14. Schiedeella pandurata (Garay) Espejo & López-Ferr., Phytologia 82: 80 (1997).
15. Schiedeella parasitica (A.Rich. & Galeotti) Schltr., Beih. Bot. Centralbl. 37(2): 381 (1920).
16. Schiedeella romeroana Szlach., Rhodora 95: 2 (1993).
17. Schiedeella saltensis Schltr., Beih. Bot. Centralbl. 37(2): 381 (1920).
18. Schiedeella schlechteriana Szlach. & Sheviak, Rhodora 93: 11 (1990).
19. Schiedeella tamayoana Szlach., Rutk. & Mytnik, Ann. Bot. Fenn. 41: 484 (2004).
20. Schiedeella valerioi (Ames & C.Schweinf.) Szlach. & Sheviak, Rhodora 92: 16 (1990).
21. Schiedeella violacea (A.Rich. & Galeotti) Garay, Bot. Mus. Leafl. 28: 358 (1980 publ. 1982).
22. Schiedeella wercklei (Schltr.) Garay, Bot. Mus. Leafl. 28: 358 (1980 publ. 1982).
23. Schiedeella williamsiana Szlach., Rutk. & Mytnik, Ann. Bot. Fenn. 41: 485 (2004).